# 香港浸會大學學生會內閣「滄溟」事件
於2023年初，香港浸會大學接獲投訴指學生會內閣「滄溟」的政綱不符合社會標準，並懲處幹事會全體成員。「滄溟」其後公開與校方代表會面的錄音，指校方以恐嚇方式與學生對話。

## 事件經過
香港浸會大學學生會內閣「滄溟」於2023年4月初上任，為2020年以來香港浸會大學首個上任的學生會內閣。2023年5月8日，「滄溟」在社交網站發表聲明表示幹事會全體成員均被懲處，其中4名成員被即時剝奪參與校政權利至明年8月底。因被剝奪參與校政權利後無法參與校務會議、預約學校場地，導致學生會內閣難以維持運作，全體成員決定請辭。
「滄溟」外務副幹事長戴嘉平表示校方沒有解釋「滄溟」的政綱為何不符合社會標準及價值觀，亦拒絕公開調查報告。

## 公開錄音
2023年5月，「滄溟」在社交平台公開4月17日與浸大代表會議時的20秒錄音。錄音中浸大代表稱「你哋可以有很多抗爭，但你記住一樣嘢，你打我一拳，我一定踢番你一腳，咁樣搞落去，學生會就好慘，當然我都好慘。（你們可以進行抗爭，但你們需要記得，若你打我一拳，我一定會踢你一腳，這樣一下學生會會很糟糕，當然我也很糟糕）」。戴嘉平認為校方代表以恐嚇方式與學生對話並不恰當，故公開錄音以引起校方和公眾的關注。香港浸會大學回應指不能接受學生自行公開錄音的做法，並稱若任何人對大學職員的操守有疑問，應循機制向校方投訴。

## 發展
2023年6月8日，「滄溟」成員表示曾向校方提出上訴但最終失敗，要求校方交代理由。2023年10月24日，4名學生會成員被處分，兩名學生因泄漏錄音被罰停學一年，另一名學生被罰停學一個學期，另一名學生需要進行校內服務80小時。被罰停學的學生更需定期會見心理輔導員並提交「反思日記」。被罰停學的戴嘉平反駁指會面當日並沒有被要求以任何形式保密，認為懲處不合理。